# Muzea pożarnictwa

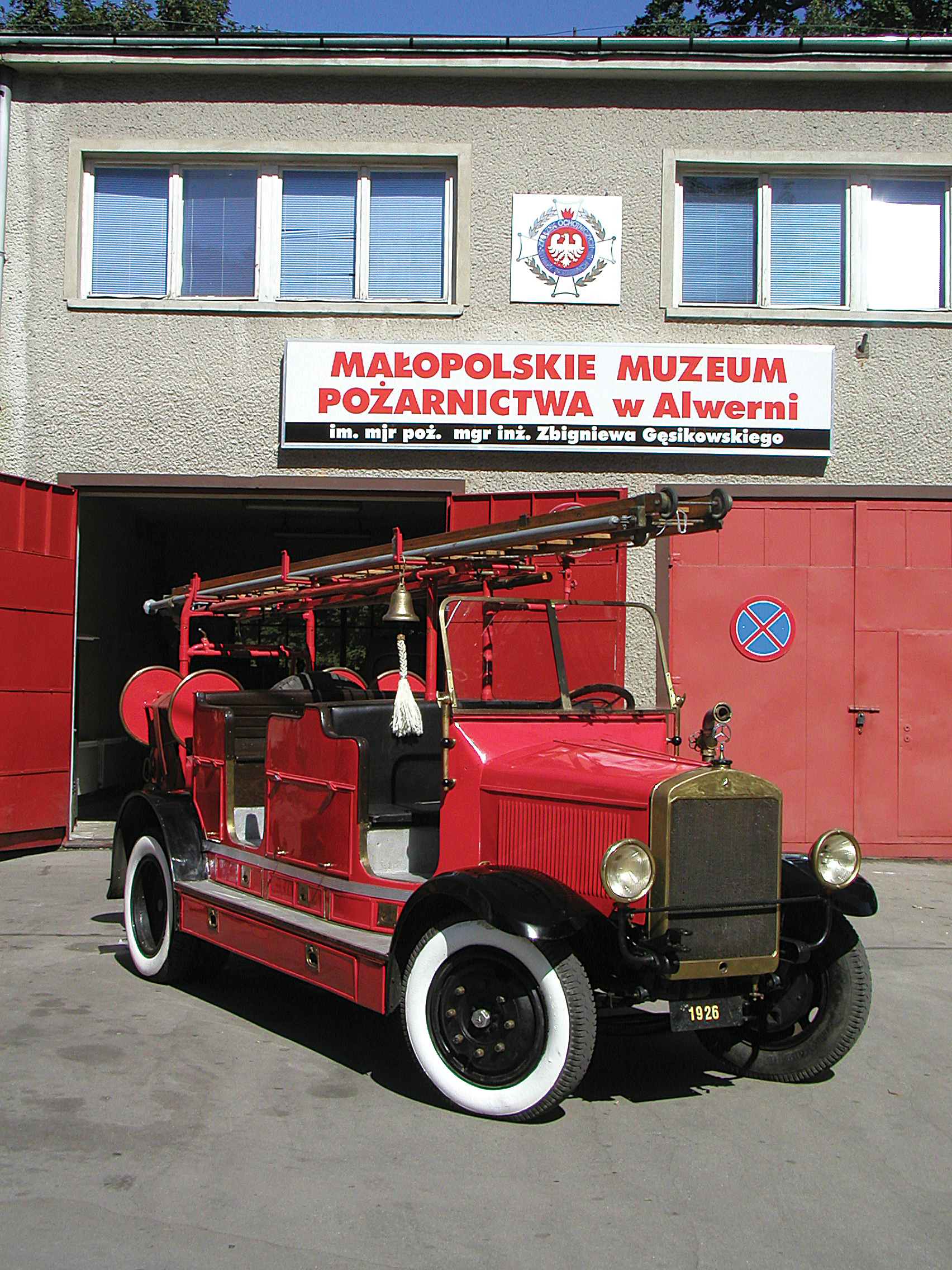
Muzeum Pożarnictwa w Alwerni - najstarsze tego typu muzeum w Polsce

Muzea pożarnictwa dokumentują i popularyzują historię i współczesność pożarnictwa.

## Polska
- Centrum Edukacji i Historii Warszawskiej Straży Pożarnej
- Małopolskie Muzeum Pożarnictwa w Alwerni
- Muzeum Pożarnictwa w Kotuniu
- Muzeum Pożarnictwa w Kraśniku
- Warmińsko-Mazurskie Muzeum Pożarnictwa w Lidzbarku
- Muzeum Pożarnictwa Ziemi Pomorskiej w Łasinie
- Centralne Muzeum Pożarnictwa w Mysłowicach
- Muzeum Pożarnictwa Ziemi Olkuskiej w Olkuszu
- Muzeum Pożarnictwa w Oseredku
- Muzeum Pożarnictwa w Przeworsku
- Muzeum Pożarnictwa w Przodkowie
- Wielkopolskie Muzeum Pożarnictwa w Rakoniewicach
- Muzeum Pożarnictwa w Szczuczynie
- Muzeum Pożarnictwa OSP w Świeciu
- Muzeum Pożarnictwa w Warszawie
- Pożarnicze Centrum Historyczno-Edukacyjne Ziemi Łódzkiej w Wolborzu

## Francja
- Le musée des sapeurs pompiers du Grand Lyon (Lyon)

## Niemcy
- Attendorner Feuerwehr-Museum (Attendorn)
- Bayreuther Feuerwehr-Museum (Bayreuth)
- Feuerwehrmuseum Bonn-Rhein-Sieg (Bonn)
- Deutsches Feuerwehr-Museum Fulda (Fulda)
- Feuerwehrmuseum Eisenhüttenstadt (Eisenhüttenstadt)
- Feuerwehrmuseum Flamersheim (Euskirchen-Flamersheim)
- Feuerwehrmuseum Frankfurt/Rhein-Main (Frankfurt nad Menem)
- Feuerwehrmuseum Holdenstedt Landkreis Sangerhausen
- Feuerwehrmuseum Jever Landkreis Friesland
- Feuerwehrmuseum Reichsabtei Salem (Salem w Badenii)
- Feuerwehrmuseum Schloss Waldmannshofen (Waldmannshofen)
- Feuerwehrmuseum Winnenden (Winnenden)
- Feuerwehr-Museum (Hanower)
- Nürnberger Feuerwehr-Museum (Norymberga)
- Oberfränkisches Feuerwehrmuseum (Schauenstein)
- Rheinisches Feuerwehrmuseum (Erkelenz-Lövenich)
- Stuttgarter Feuerwehrmuseum (Stuttgart)
- Westfälisches Feuerwehrmuseum (Hattingen)
- Feuerwehrmuseum Lengenfeld

## Anglia
- Londyn London Fire Brigade Museum
- Manchester Greater Manchester Fire Service Museum
- Essex Essex Fire Museum
- Watford Watford Fire Museum
- West Kingsdown Kent Firefighting Museum
- Stalham Stalham Fire House Museum
- Sheffield National Emergency Services Museum

## Szkocja
- Greenock Scottish Fire and Rescue Service Museum and Heritage Centre

## Walia
- Neath Welsh Area Fire Engine Restoration Society - Wafers Museum